# Dūrbozgān
Dūrbozgān (persiska: دوربُزكان, دُو ريزگان, دَربَر كون, Dūrbozkān, دوربزگان) är en ort i Iran.   Den ligger i provinsen Kohgiluyeh och Buyer Ahmad, i den centrala delen av landet, 500 km söder om huvudstaden Teheran. Dūrbozgān ligger 1 014 meter över havet och antalet invånare är 261.
Terrängen runt Dūrbozgān är varierad. Runt Dūrbozgān är det ganska glesbefolkat, med 47 invånare per kvadratkilometer. Närmaste större samhälle är Dehdasht, 12,3 km söder om Dūrbozgān. Omgivningarna runt Dūrbozgān är i huvudsak ett öppet busklandskap.